# Godzilla: Planeta de monstruos
Godzilla: Planeta de monstruos, cuyo título en inglés es: Godzilla: Planet of the Monsters (GODZILLA 怪獣惑星 Gojira: Kaijū Wakusei?, también conocido como Godzilla Parte 1: Planeta de monstruos o simplemente Godzilla: Monster Planet) es una película kaiju de ciencia ficción de animación computarizada japonesa protagonizada por Godzilla, producida por Toho Animation y animada por Polygon Pictures, en asociación con Netflix. Es la trigésimo segunda película de la franquicia de Godzilla, la trigésima película de Godzilla producida por Toho y la primera película de animación de la franquicia. Es la primera película en la trilogía del anime y es codirigida por Kōbun Shizuno y Hiroyuki Seshita. La película se estrenó teatralmente en Japón el 17 de noviembre de 2017 y se estrenó en todo el mundo en Netflix el 17 de enero de 2018.  Le siguieron dos secuelas, Godzilla: Ciudad al filo de la batalla y Godzilla: el devorador de planetas, lanzadas en Japón el 18 de mayo y el 9 de noviembre de 2018 respectivamente. 

## Trama
En el último verano del siglo XX, los monstruos gigantes comenzaron a plagar la Tierra y la humanidad se encontraba casi en extinción por un monstruo que eliminó a los demás: Godzilla.  Fue en ese momento que dos razas extraterrestres con motivos ocultos, el religioso exif y el tecnológicamente avanzado bilusaludo, llegaron a la Tierra para ofrecer su ayuda contra Godzilla. Pero después de que la táctica de los bilusaludos con Mechagodzilla fallara antes de que se activara, tanto los alienígenas como la humanidad se vieron obligados a abandonar la Tierra y emigrar a Tau Ceti e por medio del Aratrum. Entre los humanos se encuentra Haruo Sakaki, quien tenía un odio hacia Godzilla cuando sus padres fueron asesinados durante el éxodo. 20 años después, a 11,9 años luz de la Tierra, Haruo cree que Tau-e es inhabitable y se encierra en una lanzadera que amenaza con detonar a menos que el comité del barco resienta la orden para que su abuelo y los ancianos exploren el planeta. Pero Haruo falla y es arrestado, arrojado a una celda donde es testigo de la explosión del transbordador de la emigración al entrar en la atmósfera del planeta. Al proporcionar datos clasificados del sacerdote exif llamado Metphies, Haruo publica -de forma anónima- un ensayo que detalla los puntos débiles de Godzilla para convencer al comité central de regresar a la Tierra una vez que concluyan la improbabilidad de encontrar otro mundo habitable. 
Al regresar a la Tierra, el tiempo después de milenios debido a los efectos relativistas, el Aratrum envía drones de reconocimiento para explorar la Tierra que revelan que Godzilla todavía está vivo. Metphies gestiona la fianza de Haruo para que el humano pueda explicar al comité que puede matar a Godzilla, revelando un órgano electromagnético que produce el pulso en el cuerpo de Godzilla que genera un escudo asimétrico permeable que hace que el monstruo sea impermeable a todo daño, excepto por una pequeña ventana cuando el órgano recicla; Haruo propone usar esa ventana para romper el órgano del escudo y empujar rápidamente en la sonda EMP antes de que se regenere para implosionar a Godzilla a partir de la acumulación de energía resultante. Pero Haruo enfatiza que se necesitaría un combate a corta distancia para realizar ataques coordinados con precisión a fin de encontrar el órgano, con el comité obligado a desplegar 600 personas para el plan de Haruo. 
Cuando Haruo y los dos batallones llegan a la Tierra, se enteran de que 20 milenios habían pasado en el planeta con la presencia de Godzilla alterando radicalmente la biosfera de la Tierra a medida que sufrían pérdidas y daños a sus naves de aterrizaje por criaturas voladoras similares a Godzilla llamadas Servums. El comandante de la compañía, Leland, ordena una retirada, pero Metphies enfatiza que necesitarán reunirse con las compañías D y E a través de un pase dentro de un área que Godzilla frecuenta. El grupo se moviliza y pronto se encuentra con Godzilla. Haruo procede con el plan original por su cuenta y ataca a Godzilla antes de que Leland intervenga y provoque a Godzilla, y su muerte permite que los demás aprendan que el punto débil de Godzilla son sus aletas dorsales. El comando recae en Metphies, quien promueve a Haruo como comandante mientras el humano convence a los sobrevivientes que quedan para que continúen con el plan y derroten a Godzilla. 
El grupo ataca a Godzilla y logra atraparlo dentro de un paso de montaña colapsado donde logra matar al monstruo con las sondas EMP perforadas en sus aletas dorsales.  Comentando después de la aparente victoria, el biólogo ambientalista Martin Lazzari teoriza que este Godzilla puede ser diferente del que ahuyentó a la humanidad, creyendo que es una descendencia.  Posteriormente, el Godzilla original, que ha crecido exponencialmente a 300 m de altura, emerge desde debajo de una montaña cercana y destruye la mayor parte de la tripulación restante. Atrapado bajo los escombros, Haruo observa a Godzilla irse mientras se compromete a matarlo. 
En una escena poscréditos, Haruo se despierta en un área apartada y encuentra a una niña indígena a su lado.

## Reparto
| Personaje        | Actor de voz en versión japonesa           | Actor de voz en doblaje al inglés            |
| ---------------- | ------------------------------------------ | -------------------------------------------- |
| Haruo Sakaki     | Mamoru Miyano (adulto), Aya Suzaki (joven) | Chris Niosi (adulto), Rachelle Heger (joven) |
| Metfies          | Takahiro Sakurai                           | Lucien dodge                                 |
| Martin Lazzari   | Tomokazu Sugita                            | Edward Bosco                                 |
| Mulu Elu Galu Gu | Jun'ichi Suwabe                            | Jamieson Price                               |
| Rilu-Elu Belu-be | Kenta Miyake                               | Rico marrón                                  |
| Yuko Tani        | Kana Hanazawa                              | Cristina Valenzuela                          |
| Adam Bindewald   | Yūki Kaji                                  | Robbie daymond                               |
| Eliott Leland    | Daisuke Ono                                | Ray Chase                                    |
| Unberto Mori     | Kenyū Horiuchi                             | Keith Silverstein                            |
| Halu-Elu Dolu-do | Kazuya Nakai                               | Doug Stone                                   |
| Endurphe         | Kazuhiro Yamaji                            | Joe Ochman                                   |

## Producción
En agosto de 2016, Toho anunció que se estaba desarrollando una película animada de Godzilla, señalando el posible lanzamiento para el 2017. Gen Urobuchi fue anunciado como el guionista, Kobun Shizuno y Hiroyuki Seshita como los directores, y Polygon Pictures como el estudio que animaría la película. En enero de 2017, Urobuchi anunció el elenco principal en su cuenta de Twitter. En marzo de 2017, Toho anunció que la película sería la primera película en una nueva trilogía.
Acerca de la producción, el codirector Shizuno dijo: "Desde el principio, tuvimos la bendición de Toho de no estar limitados por las entregas previas en la franquicia, y con la libertad de imaginación que nos ofrece la animación, creo que hemos creado un nuevo aspecto genial para Godzilla". Sobre el nuevo diseño de Godzilla, el codirector Seshita declaró: "Con sus masas de fibras musculares y tejido corporal único para soportar su enorme volumen, este es aspecto físico extraordinariamente robusto. Fue una presencia abrumadora que reverberó a través de todo el proyecto, como una deidad temible que incluso nosotros -quienes la creamos- debemos postrarnos ante ella. Ese es nuestro Godzilla". El doblaje en inglés fue producido por Post Haste Digital.

### Música
Takayuki Hattori compuso la banda sonora de la película, marcando su tercera participación en películas de Godzilla.  XAI realizó el tema de la película denominada White Out .

### Mercadotecnia
El 26 de marzo de 2017, se celebró un evento escénico para la película en AnimeJapan 2017. Ese mismo mes, un póster teaser reveló que la película se estrenaría teatralmente en Japón el 17 de noviembre de 2017. Los directores de la película asistieron al Festival Internacional de Cine de Animación de Annecy para revelar más detalles sobre la película. En junio de 2017, se reveló un nuevo póster que detallaba el diseño de Godzilla con el lema "La desesperación evoluciona". En agosto de 2017, se lanzó un nuevo tráiler y un póster con el lema "¿Quién se extinguirá: los humanos o Godzilla?" 

## Lanzamiento
Godzilla: Planet of the Monsters se estrenó en Japón el 17 de noviembre de 2017. En marzo de 2017, se anunció que la película se emitirá en 190 países a través de Netflix luego del estreno en el cine japonés. Greg Peters, presidente de Netflix Japan declaró: "Trabajar con los mejores creadores -como Toho- para llevar a Godzilla a los usuarios de Netflix en más de 190 países es un hito importante para nosotros". En enero de 2018, Netflix anunció que la película se estrenará en todo el mundo en su plataforma el 17 de enero de 2018.

### Recaudación
Godzilla: El planeta de los monstruos alcanzó el puesto 3 en la taquilla japonesa en su primer fin de semana, ganando 103 millones de yenes de los 71.200 ingresos en dos días.  Para su tercer fin de semana, había recaudado 342'349.800 yenes (3,052,062 dólares).
Tras su lanzamiento en China en 2018, la película recaudó CN¥1,62 million (239.645 USD) en la taquilla china, llevando el total de la taquilla de la película a 3.3 millones de dólares en Asia Oriental. 

### Crítica
Brian Ashcraft del sitio web Kotaku sintió que los personajes "no son tan interesantes", pero afirmaron que "la versión de anime de Godzilla es sorprendentemente efectiva y aterradora" y que a pesar de sus quejas, la "experiencia general fue buena" y "no es una imagen perfecta, pero fue una poderosa prueba de concepto: Godzilla funciona como un anime". Matt Schley de The Japan Times elogió la animación por ordenador de la película y dijo que "incluso los escépticos deben admitir que la versión 3D del ''rey de los monstruos'' se ve muy bien", pero sintió que la película no era "tan temáticamente ambiciosa como su antecesora" y concluyó diciendo: "Pero aun así, con su impresionante animación en 3D y secuencias de acción, 'El planeta de los monstruos' tiene los ingredientes de algo interesante". Callum May de Anime News Network le dio a la película una calificación general de B+, calificándola como "no para los no iniciados". May criticó al personaje de Haruo por ser "desafiante", ya que la película no permitió que las audiencias se conectaran con otros personajes, pero elogió la animación, lo catalogó como "el film CG más atractivo" de Polygon y concluyó que la película "es película emocionante que hace honor a la reputación de la franquicia y cumple con su premisa de ciencia ficción ".
Mike Cecchini de Den of Geek sintió que la película estaba "bellamente animada" pero criticó a los personajes, sintiendo que no eran simpáticos o bien desarrollados.  También sintió que el diálogo tecnológico se sentía más como si proviniera de un videojuego, pero concluyó diciendo: "Pero Planet of the Monsters es tan hermoso que mirar, y una desviación tan completa de lo que normalmente se espera de este mundo, que solo deberías tomarlo todo y disfrutar las sorpresas". Patrick Galvan, de Syfy Wired, calificó la película de "aburrida", criticando la falta de drama humano, la poco desarrollada construcción del mundo y el guion, diciendo que "el guion no es lo suficientemente fuerte como para trabajar en sus propios términos". Concluyó diciendo: "con un guion más pulido, Godzilla: El planeta de los monstruos podría haber sido un clásico moderno. Como es, es un producto en gran parte aburrido, impersonal con solo unas pocas ráfagas de interés genuino a su nombre ".
Jonathan Barkan de Dread Central le dio a la película 2 estrellas de 5, sintiendo que la película tiene "gran potencial" pero es "insípida". Criticó a los personajes como "olvidables", la película no exploró sus "oportunidades imaginativas", calificó el esquema de color de la animación como "plano y poco interesante" y sintió que algunas de las escenas de acción eran demasiado inestables. Concluyó diciendo: "Basta con decir que definitivamente me interesa el segundo y tercer filme, pero realmente espero que este nuevo mundo se explore más en esas entregas". De lo contrario, tenemos una base fascinante que se desperdiciará". Paul Thomas Chapman, de Otaku USA, calificó la película como "choque de trenes". Criticó a la película por dedicar varias escenas al "aluvión incesante de charlas con términos tecnológicos" y criticó el desarrollo de los personajes por no explorar las vidas internas de ellos.  Concluyó diciendo que la película "no es una película fácil de recomendar a los aficionados ocasionales o al kaiju otaku endurecido por la batalla.  Pero a pesar de sus (muchos, flagrantes) defectos ".  A pesar de sus críticas, Chapman "disfrutó" de la película a pesar de todo.

### Home media
En Japón, la película fue lanzada en DVD y Blu-ray por Toho Video el 16 de mayo de 2018.  Vendió 5.813 unidades Blu-ray en su primera semana, y 1.784 unidades de DVD en dos semanas.

## Secuelas
Godzilla: Planet of the Monsters es la primera película de la trilogía del anime. La segunda película de la trilogía, titulada Godzilla: City on the Edge of Battle, fue estrenada el 18 de mayo de 2018. La tercera y última película de la trilogía, titulada Godzilla: The Planet Eater, se estrenó el 9 de noviembre de 2018.